# Hakkı Yeten
Hakkı Yeten (* 3. Dezember 1910 in Vodina; † 16. April 1989 ebenda) war ein türkischer Fußballspieler, -trainer und -funktionär. Durch seine langjährige Tätigkeit für Beşiktaş Istanbul wird er sehr stark mit diesem Verein assoziiert und von Vereins- und Fanseiten als eine der wichtigsten Persönlichkeiten der Vereinsgeschichte gesehen. Er spielte während seiner Beşiktaş-Zeit mit für den Verein legendären Spielern wie Şeref Görkey, Eşref Bilgiç, Hüseyin Saygun, Hüsnü Savman, Feyzi Uman, İbrahim Tusder und Şükrü Gülesin zusammen und war ein wichtiger Teil jener Mannschaft, die in den Jahren von 1933 bis 1948 acht Mal mit der Istanbuler Meisterschaft den damals wichtigsten Titel im türkischen Fußball, davon fünf Titel in Folge, gewinnen konnte. In dieser Zeit brach er eine Vielzahl von Vereinsrekorden und ist bis heute der erfolgreichste Torschütze der Vereinsgeschichte. Mit seinen langjährigen Sturmpartnern Görkey und Bilgiç bildete er eine der erfolgreichsten Sturmreihen Beşiktaş' und des türkischen Fußballs.
Die Anhänger Beşiktaş' und seine Mannschaftskameraden nannten ihn zu Spielerzeiten aufgrund seiner väterlichen aber auch sehr autoritären Art "Baba Hakkı" (dt.: Vater Hakkı). Unter diesem Namen blieb er auch nach seiner Spielerkarriere in Erinnerung. Er war als Funktionär des türkischen Fußballverbandes und als Vereinsfunktionär Beşiktaş' tätig. In den 1960er Jahren wurde er drei Mal zum Vereinspräsidenten von Beşiktaş gewählt und blieb mit Unterbrechungen insgesamt sechs Jahre in diesem Amt. Damit war er bei Beşiktaş Spieler, Trainer und Präsident. Jedes Jahr wird zu seinem Todestag von vielen Vereinsfunktionären und Anhängern Beşiktaş' an seinem Grab eine Andacht gehalten.

## Spielerkarriere

### Verein
Yetens Familie zog als er ein Jahr alt war nach Istanbul und ließen sich im Stadtteil Beşiktaş nieder. Sein Vater Mahmut Nedim Bey, ein Major der Osmanischen Armee, nahm am Ersten Weltkrieg teil und fiel 1914 in der Schlacht von Gallipoli. Dieses Ereignis führte dazu, dass der Junge Hakkı später ebenfalls eine militärische Laufbahn einschlug. So besuchte er im entsprechenden Alter die Militärakademie "Halicioglu Askeri Lisesi" und begann in Muradiye, einem Viertel von Beşiktaş, mit dem Fußballspielen. Er spielte während seiner Militärausbildung für die Militärfußballmannschaft der Stadtteile Maltepe, Halıcıoğlu und Kuleli. Seine offizielle Vereinskarriere begann er 1926 bei dem neugegründeten Sportklub Karagümrük GK.
Während dieser Zeit bei Karagümrük fiel Yeten Şeref Bey, dem Gründer der Fußballabteilung des Sportvereins Beşiktaş Istanbuls, auf und wurde von ihm 1931 in den Mannschaftskader Beşiktaş' geholt. Ab der Saison 1931/32 spielte er dann für Beşiktaş. Er kam in dieser Spielzeit in der Partie der İstanbul Ligi (dt. Istanbuler Liga) vom 27. November 1931 gegen Anadolu SK zum Einsatz, gab damit sein Profidebüt und erzielte in dieser Begegnung zwei Tore. Damals existierte in der Türkei keine landesübergreifende Profiliga, stattdessen gab es in den Ballungszentren wie Istanbul, Ankara und Izmir regionale Ligen, von denen die İstanbul Ligi (auch İstanbul Futbol Ligi genannt) als die Renommierteste galt. Im weiteren Saisonverlauf absolvierte er alle vier weitere Ligaspiele, erzielte dabei sechs Tore und wurde als Youngster der erfolgreichste Torschütze seines Vereins. Fortan spielte er bis ins Jahr 1947 als unangefochtener Stammspieler und bildete seinen Sturmpartnern Şeref Görkey und Eşref Bilgiç eine der erfolgreichsten Sturmreihen im türkischen Fußball.
Nachdem er mit seinem Verein drei Spielzeiten lang ohne Titel geblieben war, konnte er in der Saison 1933/34 mit ihr die Istanbuler Meisterschaft holen. Yeten steuerte zu diesem Erfolg zehn Tore bei und war mit großem Abstand wieder der erfolgreichste Torjäger seiner Mannschaft. Trotz dieses ersten Titels erreichte Yeten mit seinem Team die nächsten vier Spielzeiten keinen Titelgewinn. Erst in der Saison 1938/39 konnte er mit seiner Mannschaft die Meisterschaft der Istanbuler Fußballliga gewinnen. In den nachfolgenden vier Jahren gelang Yeten mit seiner Mannschaft vier Mal die Titelverteidigung in der Istanbuler Meisterschaft. Dadurch gehörte er jener Mannschaft an, die mehrere Ligarekorde brach. Zudem wurde in der Saison 1940/41 die Millî Küme gewonnen, eine Art Meisterschaft, an der die Mannschaften der drei Großstädte Istanbul, Ankara und Izmir teilnahmen. Yeten zählte in all diesen Spielzeiten zu den wichtigsten Leistungsträgern und war nahezu immer der erfolgreichste Torschütze seiner Mannschaft. In der Saison 1944/45 konnte er mit seinem Verein erneut die Istanbuler Meisterschaft gewinnen und sie in der darauffolgenden Saison verteidigen. Während seine beiden langjährigen Sturmpartner Görkey und Bilgiç altersbedingt mit der Spielzeit 1946/47 allmählich ihre Stammplätze verloren, spielte Yeten bis zum Sommer 1947 ls Stammspieler. Sein Verein ging in der Saison 1946/47 in der Istanbuler Meisterschaft leer aus und konnte den Bildungsministeriumspokal gewinnen.
Zur Saison 1947/48 verlor auch Yeten seinen Stammplatz und musste jüngeren Spielern wie Şükrü Gülesin, Süleyman Seba, Hikmet Alpaslan, Şevket Yorulmaz den Vortritt lassen. Nachdem sein Verein in dieser Saison titellos geblieben war, beendete er zum Saisonabschluss seine Karriere.

### Nationalmannschaft
Yeten begann seine Nationalmannschaftskarriere 1931 mit einem Einsatz für die türkische Nationalmannschaft im Spiel gegen die Bulgarische Nationalmannschaft. Bis zum Jahr 1936 absolvierte er zwei weitere Länderspiele und erzielte dabei ein Tor.
Mit der türkischen Auswahl nahm Yeten an den Olympischen Sommerspielen 1936 teil. Zudem nahm er mit der Nationalmannschaft am Balkan-Cup 1931 teil und wurde mit dieser Silbermedaillengewinner.

## Trainer- und Funktionärskarriere
Zur Saison 1950/51 wurde Yeten als neuer Cheftrainer von Beşiktaş Istanbul vorgestellt. In dieser Spielzeit führte er seine Mannschaft zur Istanbuler Meisterschaft und wurde damit einer der wenigen Personen, die diesen Titel sowohl als Spieler als auch als Trainer holen konnten.
1951 begann er Vefa Istanbul zu trainieren.
Yeten wurde in den 1960er Jahren drei Mal zum Vereinspräsident von Beşiktaş gewählt und blieb mit Unterbrechungen insgesamt sechs Jahre in diesem Amt. Darüber hinaus war er mehrere Jahre als Vereinsfunktionär für den Klub tätig.

## Tod
Yeten verstarb am 16. April 1989 an den Folgen einer Krankheit in Istanbul. Er wurde zwei Tage später nach dem Mittagsgebet in der Istanbuler Teşvikiye-Moschee im berühmten Friedhof Zincirlikuyu beigesetzt.

## Trivia
- Nach seinem Wechsel zu Beşiktaş brach Yeten seine Ausbildung an der Militärakademie ab und begann stattdessen an der Universität Istanbul ein Jurastudium. Dieses schloss er dann 1937 erfolgreich zum Rechtsanwalt ab.[1]
- Beşiktaş Istanbul nannte seine im Sommer 2014 fertiggestellte Trainingsanlage für seine Nachwuchsabteilung nach Yeten Beşiktaş Hakkı Yeten Tesisleri.[10]
- Yeten ist das erste Vereinsmitglied, das eine Ehrenpräsidentschaft von Beşiktaş Istanbul erhielt. Außer ihm wurde diese Ehre mit Süleyman Seba nur einer anderen Person zu teil.
- Im Stadtteil Beşiktaş ist eine an das Vereinsgelände angrenzende Straße nach ihm benannt.[1]
- Er wird auch als einer der wichtigsten Spieler vom Istanbuler Verein Karagümrük GK angesehen.

## Erfolge

### Als Spieler
Mit Beşiktaş Istanbul
- Meister der İstanbul Futbol Ligi: 1933/34, 1938/39, 1939/40, 1940/41, 1941/42, 1942/43, 1944/45, 1945/46
- Meister der Millî Küme: 1941
- Meister der Maarif Mükafatı: 1943/44
- Bildungsministeriumspokalsieger: 1946/47
- İstanbul-Pokalsieger: 1943/44
- Premierminister-Pokalsieger: 1943/44

Mit der Türkischen Nationalmannschaft
- Teilnahme an den Olympischen Sommerspielen: 1936
- Zweiter des Balkan-Cups: 1931

### Als Trainer
Mit Beşiktaş Istanbul
- Meister der İstanbul Futbol Ligi: 1950/51